# Turzyca patagońska
Turzyca patagońska (Carex magellanica) – gatunek byliny z rodziny ciborowatych. Podgatunek irrigua występuje na obszarach wokółbiegunowych na półkuli północnej, podczas gdy podgatunek typowy magellanica rośnie w południowej części Ameryki Południowej. W południowej części zasięgu występuje w górach na torfowiskach i młakach. W Polsce rośnie w Karkonoszach (okolice Wielkiego Stawu i pod Szrenicą) oraz w Puszczy Rominckiej.

## Morfologia

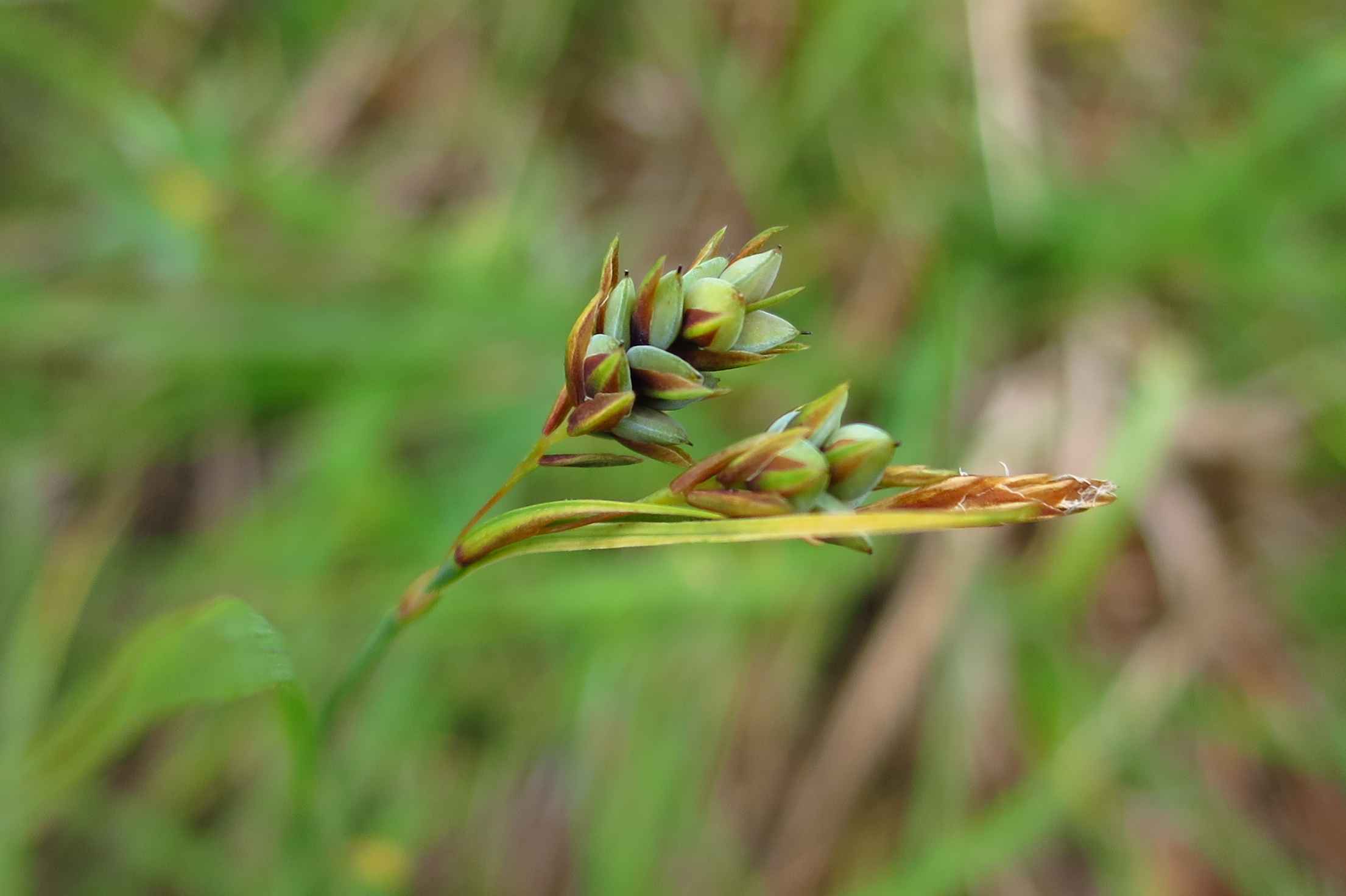
Kłoski z owocami

PokrójRoślina trwała, wysokości 20–30 cm z płożącymi rozłogami.
ŁodygaŁodyga cienka, w górze szorstka.
LiścieLiście jasnozielone, wiotkie, do 3 (4) mm szerokości, słabo szorstkie.
KwiatyWyrastają w kątach lancetowatych, czerwonobrunatnych przysadek z zielonym grzbietem, zebrane w kłosy. Kłos męski szczytowy, pojedynczy, prosto wzniesiony. Poniżej niego znajdują się 2-3 podłużnie jajowate kłosy żeńskie. Kwiaty męskie z 3 pręcikami, kwiaty żeńskie ze słupkiem zakończonym trzema znamionami. Kwitnie od połowy lipca do końca sierpnia.
OwoceOrzeszek otoczony pęcherzykiem. Pęcherzyk jasnozielony, jajowaty, do 3 mm długości, zakończony bardzo krótkim dzióbkiem.

## Biologia i ekologia
Występuje na torfowiskach przejściowych, na młakach i źródliskach. Rozmnaża się głównie wegetatywnie za pomocą rozłogów. 

## Zmienność
Wyróżniane są dwa podgatunki:
- Carex magellanica ssp. irrigua (Wahlenb.) Hiitonen (syn. Carex paupercula Michx. – występuje na półkuli północnej (m.in. w Polsce).
- Carex magellanica ssp. magellanica – znany z południowych krańców Ameryki Południowej.

Tworzy mieszańce z turzycą bagienną (Carex limosa).

## Zagrożenia i ochrona
Gatunek w Polsce zagrożony z powodu bardzo nielicznego występowania. Bezpośrednimi zagrożeniami jest wpływ sąsiedztwa szlaku turystycznego (związane z tym zmiany warunków hydrologicznych) oraz konkurencja bardziej ekspansywnych gatunków, głównie traw. Gatunek umieszczony w Polskiej Czerwonej Księdze Roślin (2011) w kategorii CR (krytycznie zagrożony); w wydaniu z roku 2014 posiada kategorię EN (zagrożony). Umieszczony także w czerwonej księdze Niemiec. Objęty prawną ochroną gatunkową od 2004 r. Umieszczony na Czerwonej liście roślin i grzybów Polski w kategorii V (narażony). W wydaniu z 2016 roku otrzymał kategorię EN (zagrożony).